# Kornel Filipowicz
Kornel Filipowicz (sinh ngày 27 tháng 10 năm 1913 – mất ngày 28 tháng 2 năm 1990) là một tiểu thuyết gia, nhà thơ và nhà biên kịch người Ba Lan. Ông nổi tiếng với các tác phẩm truyện ngắn. Kornel Filipowicz được nhận Thập tự vàng Công trạng vào năm 1955 và Thập tự Sĩ quan Huân chương Polonia Restituta vào năm 1963.

## Tác phẩm tiêu biểu

### Thơ
- Mijani (The Ones Passed By, 1943)
- Powiedz to słowo (Say This Word, 1997)

### Văn xuôi
- Krajobraz niewzruszony (Landscape Unmoved, 1947)
- Księżyc nad Nidą (The Moon Over Nida, 1950)
- Ulica Gołębia (Gołębia Street, 1955)
- Ciemność i światło (Darkness and Light, 1959)
- Biały ptak (A White Bird, 1960)
- Romans prowincjonalny (A Provincial Romance, 1960)
- Pamiętnik antybohatera (The Memoir of an Anti-Hero, 1961)
- Mój przyjaciel i ryby (My Friend and Fishes, 1963)
- Jeniec i dziewczyna (A Captive and A Girl, 1964)
- Ogród pana Nietschke (The Garden of Mr. Nietschke, 1965)
- Mężczyzna jak dziecko (A Man As a Child, 1967)
- Co jest w człowieku (What's In the Man, 1971)
- Śmierć mojego antagonisty (The Death of My Antagonist, 1972)
- Gdy przychodzi silniejszy (When the Stronger, 1974)
- Kot w mokrej trawie (A Cat In a Wet Grass, 1977)
- Dzień wielkiej ryby (The Day of a Great Fish, 1978)
- Zabić jelenia (To Kill a Deer, 1978)
- Krajobraz, który przeżył śmierć (The Landscape That Survived the Death, 1986)
- Rozmowy na schodach (Conversations At the Stairs, 1989)
- Wszystko, co mieć można (All That One Can Have, 1991)

### Kịch bản phim
- Trzy kobiety (Three Woman, 1956)
- Miejsce na ziemi (A Place on Earth, 1959)
- Głos z tamtego świata (The Voice From the Other World, 1962)
- Piekło i Niebo (Heaven and Hell, 1966)
- Szklana kula (Crystal Ball, 1972)